# Kimbundu
El kimbundu (o mbundu septentrional o luanda) és la llengua que parlen els mbundus kimbundus (o mbundus septentrionals) a la província de Luanda, al nord-oest d'Angola. També hi ha parlants de kimbundu a la República Democràtica del Congo. El seu codi ISO 639-3 és kmb, el seu codi al glottolog és kimb1241 i el seu codi Guthrie és H.21. És la segona llengua bantu més parlada a Angola, sobretot a les províncies de Luanda, de Bengo (Angola), de Malanje i de Kwanza-Nord. A zones de la província de Malanje, els mbundus assimilats al portuguès han produït una nova llengua barrejant els dos idiomes anomenat ambaca, els parlants de la qual es diuen ambaquistes.

## Geolingüística i etnolingüística
A Angola hi ha 4.477.000 mbundus que parlen el kimbundu al nord-oest del país, al voltant de la província de Luanda. A la República Democràtica del Congo hi ha 21.000 mbundus septentrionals que parlen el kimbundu.

## Llengua

### Família lingüística
El kimbundu, segons l'ethnologue, és una llengua bantu central del grup H (H.21) que forma part del subgrup de les llengües kimbundus, juntament amb el sama, el bolo i el songo. En el glottolog apareix com una de les llengües kimbundus, que són llengües bantus central-occidentals, juntament amb aquestres mateixes tres llengües.

### Dialectes
L'ambaca (o ambaquista), el mbamba (o bambeiro, o kimbamba), el ngola, el njinga (o ginga, o jinga) són dialectes del kimbundu. el mbamba es considera a vegades com una llengua separada.

### Escriptura
L'escriptura en kimbundu fou desenvolupada per missioners caputxins i jesuïtes. Quan van fer la majoria dels texts i gramàtiques, la van simplificar massa. Els efectes desafortunats d'aquesta sobresimplificació encara es poden veure en l'actualitat quan, des de la independència del país, es van elaborar ortografies i gramàtiques de la majoria de les llengües d'Angola i quan moltes d'aquestes foren reconegudes com a llengües nacionals.
El kimbundu utilitza una ortografia relativament superficial estandarditzada durant el govern del MPLA perquè s'utilitzés en totes les "llengües nacionals". Existeixen diferències importants entre l'ortografia basada en el portuguès que utilitzaven els colonitzadors, s'hi ometé la consonant "r" i es va canviar l'ortografia de les vocals (no eren permesos els diftongs i les vocals solien ser canviades per la "w" i la "y".
El kimbundu té 5 vocals (a, e, i, o, u), i la "u" també és utilitzada com semivocal. Hi ha algunes consonants que són representades per dues lletres, com la "mb" (mbambi - gasela) o la "nj" (njila - ocell).

### Vocabulari
- muthu, "persona",
- kima, "cosa";
- kudya, "menjar";
- tubya, "foc";
- lumbu, "pared"
- kamba, "amic"
- hoji, "lleó"
- nzamba, "elefant"
- malembe, "lentament" (?)

En el kimbundu hi ha lèxic que prové de les llengües romàniques com el portuguès (banjo, bwe, baza, kuatu, kamba, arimo, quilombo, mleke, quimbanda, tanga, xinga, bunda, ...).

## Sociolingüística, estatus i ús de la llengua
El kimbundu és una llengua de gran ús en la comunicació (EGIDS 3). És utilitzada en els llocs de treball, en els mitjans de comunicació de masses encara que no tingui un estatus oficial superior a altres llengües de la regió. Tot i això, s'utilitza tant per part de les institucions com per part de la comunitat i de llenguatge en la llar. El 1980 s'hi va traduir la Bíblia i s'escriu en alfabet llatí. La majoria dels mbundus septentrionals també parlen el bolo i els bolos utilitzen el kimbundu com a segona llengua.